# بردية هاريس الأولى

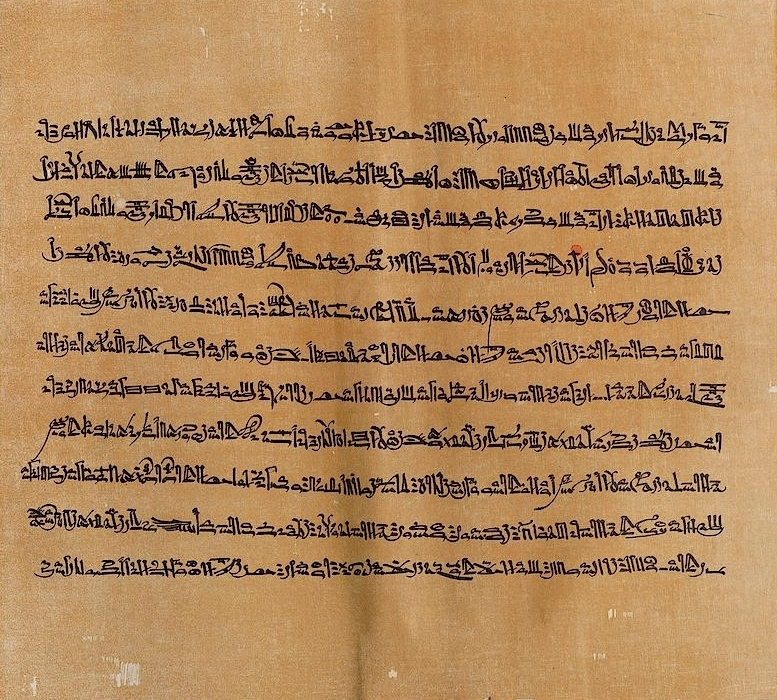
جزء من بردية هاريس الأولى

بردية هاريس الأولى تُعرف أيضًا باسم بردية هاريس الكبرى وبشكل أقل دقة بردية هاريس (على الرغم من وجود عدد من البرديات الأخرى في مجموعة هاريس). اسمها الفني هو المتحف البريطاني للبرديات EA 9999. يبلغ طولها 41 مترًا، وهي «أطول بردية معروفة من مصر، مع حوالي 1500 سطر من النص.» تم العثور عليها في مقبرة بالقرب من مدينة هابو، عبر نهر النيل من الأقصر، اشتراها الجامع أنتوني تشارلز هاريس (1790–1869) عام 1855؛ دخلت مجموعة المتحف البريطاني في عام 1872.
تحريرها هو نسخة طبق الأصل من بردية هيراطيقية مصرية تعود إلى عهد رمسيس الثالث عام 1876، نشرها المتحف البريطاني.

## ملخص البردية
يتكون النص الهيراطيقي للبردية من قائمة أوقاف المعبد وملخصًا موجزًا للعهد الكامل (1186-1155 قبل الميلاد) للملك رمسيس الثالث من الأسرة المصرية العشرين. يدعي رمسيس الثالث أنه أسر مئات الآلاف من العبيد الأجانب؛
 «لقد أحضرت بأعداد كبيرة أولئك الذين أنقذهم سيفي، وأيديهم مقيدة خلف ظهورهم أمام خيولي، وعشرات الآلاف من زوجاتهم وأطفالهم، ومواشيهم بمئات الآلاف. سجنت زعمائهم في حصون تحمل اسمي، وأضفت إليهم رؤساء رماة ورؤساء قبائل، موسومون ومُستعبدون، موشومون باسمي، وزوجاتهم وأطفالهم يعاملون بالطريقة نفسها». 
يذكر قسمها التاريخي أن ست ناختي، والد وسلف رمسيس الثالث، أعاد النظام والاستقرار إلى مصر بعد فترة من الصراع الأهلي الداخلي، وطرد أتباع إيرسو الآسيويين. أعاد رمسيس الثالث بنفسه تنظيم بيروقراطية الدولة والجيش. خاض حروبا ضد شعوب البحر وادعى أنه أخضعهم وجعلهم رعايا لمصر. كما تم إخضاع الأدوميين. في الغرب أوقف غزوات الليبيين والمشواش واستقر بهم في دلتا النيل الغربي. تضمنت أنشطته الاقتصادية حفر بئر كبير في عيان، ورحلة استكشافية إلى بونت، وهي منطقة غير محددة بوضوح في القرن الأفريقي، واستيراد النحاس من أتيكا، ورحلة استكشافية إلى شبه جزيرة سيناء التي عادت بالأحجار الكريمة. قام بتحسين نوعية حياة المواطن المصري العادي، حيث قام بزراعة الأشجار للظل، وقام بحماية النساء حتى يتمكنوا من الذهاب بحرية أينما أرادوا، وعندما كانت مصر في حالة سلام، كان مرتزقتها الأجانب يعيشون مع عائلاتهم في مدن الحامية. بشكل عام، كان مقتنعًا بأنه قد نجح في تحسين أوضاع جميع سكان مصر، سواء السكان الأصليين أو الأجانب.
تم تأليف النص نفسه في عهد رمسيس الرابع، ابن وخليفة رمسيس الثالث.